# Vấn đề môi trường ở Nhật Bản
Ô nhiễm môi trường ở Nhật Bản đi kèm cùng với công nghiệp hoá ngay từ thời Minh Trị. Một trong những trường hợp đầu tiên xảy ra là trường hợp ngộ độc đồng do chất thải từ Mỏ đồng Ashio (Ashio Copper Mine) ở tỉnh Tochigi (Tochigi prefecture), bắt đầu ngay từ năm 1878. Ngập lụt xảy ra liên tiếp ở đồng bằng sông Watarase, và 1,600 héc ta hoa màu và thị trấn cùng làng mạc ở tỉnh Tochigi và Gunma đã bị phá huỷ bởi nước lũ, trong đó có chứa rất nhiều các hợp chất đồng vô cơ từ mỏ quặng Ashio. Những người nông dân, dẫn dắt bởi Shozo Tanaka, một đại diện của Hạ viện đến từ Tochigi đã kêu gọi chính quyền tỉnh và chính phủ dừng việc khai thác quặng. Mặc dù công ty khai thác đã trả số tiền bồi thường và chính phủ đã tham gia vào các công việc đắp đê ven sông Watarase, không có phương án cơ bản nào được đưa ra để giải quyết vấn đề đó tận gốc.
Nhật Bản là nước đứng đầu thế giới về nhập khẩu cả tài nguyên tự nhiên tái sinh và không tái sinh và là một trong số các nước tiêu thụ nhiều nhiên liệu hoá thạch nhất thế giới.

## Sự suy thoái của môi trường những năm 1960
Chính sách và điều lệ về môi trường của Nhật Bản hiện nay là hệ quả từ một số thảm hoạ môi trường trong những năm 1950 và 1960. Sự nhiễm độc Cadmi từ chất thải công nghiệp ở tỉnh Toyama (Toyama prefecture) đã được phát hiện là nguyên nhân của căn bệnh cực kì đau đớn "bệnh itai-itai" (イタイイタイ病 Itai itai byō, "bệnh đau đớn đau đớn"). Người dân thành phố Minamata ở tỉnh Kumamoto đã bị đầu độc bởi Metyla Thủy ngân (methylmercury) được thải ra từ nhà máy hoá học, sau này được biết đến với cái tên căn bệnh Minamata.  Số các nạn nhân của căn bệnh này ở Minamata là 6,500 tính đến tháng 11 năm 2006.
Ở Yokkaichi, một cảng của tỉnh Mie, ô nhiễm không khí gây ra bởi khí thải Lưu huỳnh điôxit và Nitơ điôxit  đã dẫn tới sự gia tăng nhanh chóng số người bị bệnh hen phế quản và bệnh viêm cuống phổi. Ở các khu vực thành thị hiện tượng sương khói xảy ra từ khói bụi của các phương tiện giao thông và công nghiệp cũng làm tăng thêm các vấn đề về đường hô hấp. Trong những năm đầu của thập niên 1970,  ngộ độc Asen mãn tính do bụi từ khu mỏ asen đã xảy ra ở các tỉnh Shimane và Miyazaki.  
Hiệp hội những người tiêu dùng của Nhật Bản đã được thành lập năm 1969 để đối phó với các vấn đề sức khoẻ và những luận điệu sai trái của các công ty, khi sự phát triển công nghiệp mạnh mẽ đã gây ra nhiều những vấn đề tới người tiêu dùng và người dân. Trong những năm 1970, Hiệp hội những người tiêu dùng của Nhật Bản đã dẫn đầu trong việc chống lại năng lượng hạt nhân, kêu gọi cho Chiến dịch tuần lễ chống năng lượng hạt nhân toàn quốc.
Trong những năm 1990, sự ban hành pháp luật về môi trường đã được thắt chặt hơn. Trong năm 1993 chính phủ đã tiến hành cải tổ lại hệ thống luật về môi trường và ban hành "Bộ luật cơ bản về môi trường" (環境基本法) và những bộ luật liên quan. Bộ luật bao gồm sự hạn chế các phát sinh từ công nghiệp, hạn chế về sản phẩm, hạn chế về chất thải, gia tăng bảo toàn năng lượng,  tích cực vận động về tái chế, hạn chế việc sử dụng đất,  thiết lập các chương trình kiểm soát ô nhiễm môi trường, giảm bớt các nạn nhân và tiến hành các sắc lệnh.  Cơ quan môi trường đã được phát triển và chính thức trở thành Bộ Môi trường của Nhật Bản vào năm 2001, để đối phó với các vấn đề huỷ hoại mang tầm quốc tế về môi trường.
Riêng trong năm 1984 Cơ quan môi trường đã ban hành bản sách trắng đầu tiên của mình. Trong chương trình nghiên cứu năm 1989, kết quả cho thấy suy nghĩ của người dân về các vấn đề môi trường đã được cải thiện hơn so với trước, gần 1.7% nghĩ rằng vấn đề đã được cải thiện, 31%  cho rằng hiện trạng vẫn chưa được thay đổi, và gần 21% người dân cho rằng tình trạng đã trở nên tồi tệ hơn.  Khoảng 75% các vấn đề lo ngại đã được chỉ ra từ các cuộc thăm dò dân ý đó là về các loài nguy cấp, sự thu hẹp của rừng mưa, sự gia tăng của sa mạc, sự suy giảm của tầng ozon, mưa axit, và sự gia tăng ô nhiễm không khí và nước ở các nước đang phát triển. Đa phần cho rằng Nhật Bản, một mình hoặc liên kết với các nước công nghiệp khác, phải chịu trách nhiệm giải quyết các vấn đề môi trường. Trong cuộc bầu cử năm 2007, 31.8% người dân đã trả lời rằng các hành động bảo vệ môi trường dẫn tới phát triển hơn về kinh tế, 22.0% người dân trả lời là các hành động về môi trường không phải luôn luôn làm cản trở kinh tế, 23.3% trả lời là bảo vệ môi trường phải được đặt lên trên hết thậm kể cả khi nó có thể làm cản trở kinh tế và 3.2% trả lời rằng phát triển kinh tế phải được đặt trên bảo vệ môi trường.
Bài phê bình về việc tiến hành các vấn đề môi trường đầu tiên của OECD về Nhật Bản đã được xuất bản năm 1994, đã khen ngợi đất nước này về việc tách riêng được việc phát triển kinh tế khỏi vấn đề ô nhiễm không khí, khi chất lượng khí của nước này đã được cải thiện khi mà nền kinh tế phát triển mạnh. Tuy nhiên, nước Nhật nhận được sự đánh giá kém hơn về chất lượng nguồn nước khi mà các con sông, hồ và nguồn nước ven biển không đạt được những chỉ tiêu chuẩn về chất lượng. Một báo cáo khác vào năm 2002 chỉ ra rằng sự kết hợp sử dụng các thiết bị thăm dò để đảm bảo việc thi hành các chính sách môi trường đã đạt hiệu quả cao  và các quy định là rất chặt chẽ, được đảm bảo bắt buộc phải tuân theo dựa vào khả năng điều chỉnh rất chính xác của các thiết bị.
Trong bản biên bản thường niên về môi trường năm 2006, Bộ môi trường đã báo cáo rằng những vấn đề lớn còn tồn tại là sự ấm lên toàn cầu, sự bảo vệ tầng ozon, bảo toàn môi trường không khí, đất và nước, các vấn đề xử lý chất thải và tái chế, đo lường các chất hoá học, bảo tồn tự môi trường tự nhiên và tham gia vào hợp tác quốc tế.

## Những vấn đề hiện tại

#### Xử lý chất thải
Nhật Bản đốt cháy gần hai phần ba các chất thải của họ trong các lò đốt công nghiệp và đô thị. Ước tính 70 phần trăm các lò đốt chất thải đặt ở Nhật Bản. Kết quả là Nhật Bản có mức dioxin cao trong không khí hơn bất kì các nước nào khác trong G20. Năm 2001, Bộ Tư pháp Hoa Kỳ  đã kiện Nhật Bản về những cái chết của các chiến binh Mỹ trong Căn cứ hải không quân Atsugi do lò đốt chất thải gần đó mang tên Jinkanpo Atsugi. Việc này đã đặt ra câu hỏi cho các đường lỗi của chính phủ Nhật Bản cho rằng hàng ngàn lò đốt của Nhật là an toàn.

#### Ấm lên toàn cầu
Theo bản ký kết của Nghị định thư Kyoto, và cũng là chủ nhà của hội nghị 1997 đã viết ra Nghị định thư đó, Nhật Bản phải chịu hiệp ước có bổn phận cắt giảm mức Cacbon dioxide phát ra 6% so với năm 1990, và phải tiến hành các bước khác liên quan đến kiềm chế biến đổi khí hậu. Nhật Bản là nước phát ra bức xạ lớn thứ năm của thế giới. Chiến dịch Cool Biz đã được đưa ra dưới thời thủ tướng tiền nhiệm Junichiro Koizumi nhằm mục tiêu giảm sử dụng năng lượng qua việc giảm sử dụng điều hoà trong các văn phòng chính phủ.

#### Năng lượng hạt nhân
Nhật Bản vẫn duy trì một phần ba sản xuất điện của mình từ các nhà máy điện hạt nhân. Khi mà trước kia phần lớn người dân Nhật Bản nhìn chung ủng hộ việc sử dụng các lò phản ứng hạt nhân đang có, thì từ khi tai nạn hạt nhân ở nhà máy điện hạt nhân Fukushima Daiichi xảy ra ngày 11 tháng 3 năm 2011, sự ủng hộ này đã bị thay đổi thành phần lớn mong Nhật Bản chuyển giao giảm dần năng lượng hạt nhân. Thủ tướng tiền nhiệm Naoto Can là nhà lãnh đạo chính trị gia đầu tiên lên tiếng công khai sự phản đối của mình về sự lệ thuộc của Nhật Bản vào năng lượng hạt nhân và đề nghị sự thay thế dần năng lượng hạt nhân bằng các nguồn năng lượng có thể hồi phục khác. Sự phản đối chống lại các kế hoạch xây dựng các nhà máy điện khác cũng đã tăng mạnh khi mà đợt động đất 11 tháng ba và đợt sóng thần đã dẫn tới sự tan chảy hạt nhân của 3 lò phản ứng tại Fukushima dai ichi ở miền đông Nhật Bản.
Sự xử lý các chất thải phóng xạ cũng chở thành chủ đề của các cuộc thảo luận ở Nhật Bản.  Một nhà máy tái chế năng lượng hạt nhân đã qua sử dụng mới đã được xây dựng ở Rokkasho vào năm 2008.

#### Công nghiệp cá và nghề đánh bắt cá voi
Trong chế độ ăn của người Nhật, cá và các sản phẩm chế biến từ cá nhiều hơn hẳn so với các chế phẩm từ thịt. Vì sự suy giảm của nguồn dự trữ từ đại dương vào cuối thế kỉ 20, tổng sản lượng cá bắt được hàng năm của Nhật Bản đã suy giảm mạnh. Nhật Bản, cùng với Mỹ và Liên minh châu Âu,  chiếm phần lớn các giao dịch cá trên toàn thế giới.  Số lượng cá Nhật Bản bắt được đã đứng thứ 3 trên thế giới năm 2000, sau Trung Quốc và Peru. Mỹ, Chile, Indonesia, Liên bang Nga và Ấn Độ là các nước đánh bắt cá lớn khác.
Đánh bắt cá voi vì mục đích nghiên cứu vẫn được tiếp tục, khi mà các cuộc đánh bắt cho thương nghiệp đã được dừng lại từ năm 1986. Chương trình đánh bắt cá voi này đã bị chỉ trích bời các nhóm bảo vệ môi trường và các nước chống đánh bắt cá voi, khi họ cho rằng các chương trình này không phải dành cho nghiên cứu khoa học.